# Мимикрия
В еволюционната биология мимикрия се нарича наподобяването на външния вид и подражанието на поведението на организъм от друг биологичен вид. Първите форми на мимикрия били описани през 1852 г. от Хенри Бейтс. Характерно за мимикрията е, че незащитеният организъм подражава на защитения модел, заради което той в известна степен губи от своята защита. Някои наивни хищници могат първоначално да изядат вкусния имитатор, а след това да атакуват и модела.
Мимикрията се проявява в онези признаци, които са добре забележими на външен вид като форма, окраска, а понякога и поведение. По-дребните детайли, като например разположението на жилчиците по крилете, остават неизменни. Често пъти даже малките отклонения се предават по наследство. Благодарение на строгия естествен подбор оцеляват само близките копия. Женските индивиди са по-склонни към мимикрия в сравнение с мъжките, защото те в по-голяма степен се нуждаят от защита, тъй като тялото им е по-привлекателно за враговете. Интересното е, че моделът и имитаторът невинаги съвпадат по размер – достатъчно е да има сходство в окраската. Даже често се случва имитаторът да е по-едър от модела.
Моделът и имитаторът имат едни и същи области на разпространение и летят съвместно. Характерен признак на модела е ярката окраска, която е в съчетание от няколко контрастни цвята. Тези, набиващи се на очи, цветни петна предупреждават хищника, че обектът не е подходящ за храна. Нежните оттенъци, преливащи се един в друг, като правило не се срещат сред защитените видове.
Думата произлиза от гръцки език.